# أكاديمية الجزيرة
أكاديمية الجزيرة هي من المعاهد الخاصة المصرية ولقد أنشئت عام 2001 ميلادية تقوم بمنح درجة البكالوريوس في التخصصات التالية: هندسة، إعلام، تجارة، نظم معلومات الأعمال.

## المعاهد

### معهد الجزيرة العالي للهندسة والتكنولوجيا
- الهندسة المدنية.[5]
- هندسة الالكترونيات والاتصالات
- الهندسة المعمارية.

### معهد الجزيرة العالي للإعلام وعلوم الاتصال
- قسم الصحافة.[6]
- قسم الإذاعة ( راديو – تلفزيون )
- قسم العلاقات العامة والإعلان.

### معهد الجزيرة العالي للحاسب الآلي ونظم معلومات الأعمال
- محاسبة.[7]
- إدارة الأعمال
- تجارة خارجية
- نظم معلومات الأعمال.

## وصلات خارجية
- أكاديمية الجزيرة  على فيسبوك.